# Доль, Жозеф
Жозеф Доль (фр. Joseph Daul; род. 13 апреля 1947 года, Страсбург, Франция) — французский политик, депутат Европейского парламента от Союза за народное движение. С января 2007 года лидер фракции Европейской народной партии (до 2009 года Европейская народная партия — Европейские демократы (ЕНП-ЕД)).
12 ноября 2013 года избран президентом Европейской народной партии.

## Биография
До начала политической карьеры был фермером, участвовал в сельскохозяйственном профсоюзном движении.
С 1989 до 2001 — мэр Пфеттисайма.
С 1999 — член Европарламента от Франции.
Кавалер французского ордена «За заслуги».